# First Time (canción de Jonas Brothers)
«First Time» es el segundo sencillo de la banda norteamericana de pop rock los Jonas Brothers con su sello discográfico Jonas Enterprise, es la canción lanzada dos meses después de su primer sencillo Pom Poms siendo lanzada por vía digital, descargable en iTunes y con su respectivo video en YouTube. Tiene estilos de Rock pop y más Electro pop, es la única canción de los Jonas Brothers en este estilo de música por lo que se le considera una incursión.

## Video musical
Fue grabado en el Planet Hollywood en Las Vegas; la trama es de los tres hermanos llevando un día de su vida disfrutándolo a su manera, Joe Jonas en el casino con su hermano Kevin Jonas, mientras Nick se queda en la habitación aparentemente componiendo una canción, y sale por la noche cuando la tiene lista en un automóvil deportivo. Durante el video constantemente se puede ver a los hermanos usando la cámara de sus teléfonos celulares para tomar fotos o videos.

## Actuaciones en directo
A pesar de ser lanzado como sencillo en junio de 2013, First Time fue interpretada en vivo por los hermanos en el Radio City Music Hall en octubre del 2012, y ha sido interpretado en varias ocasiones más en las presentaciones públicas de Joe, Kevin y Nick.